# کشتی دام‌بر

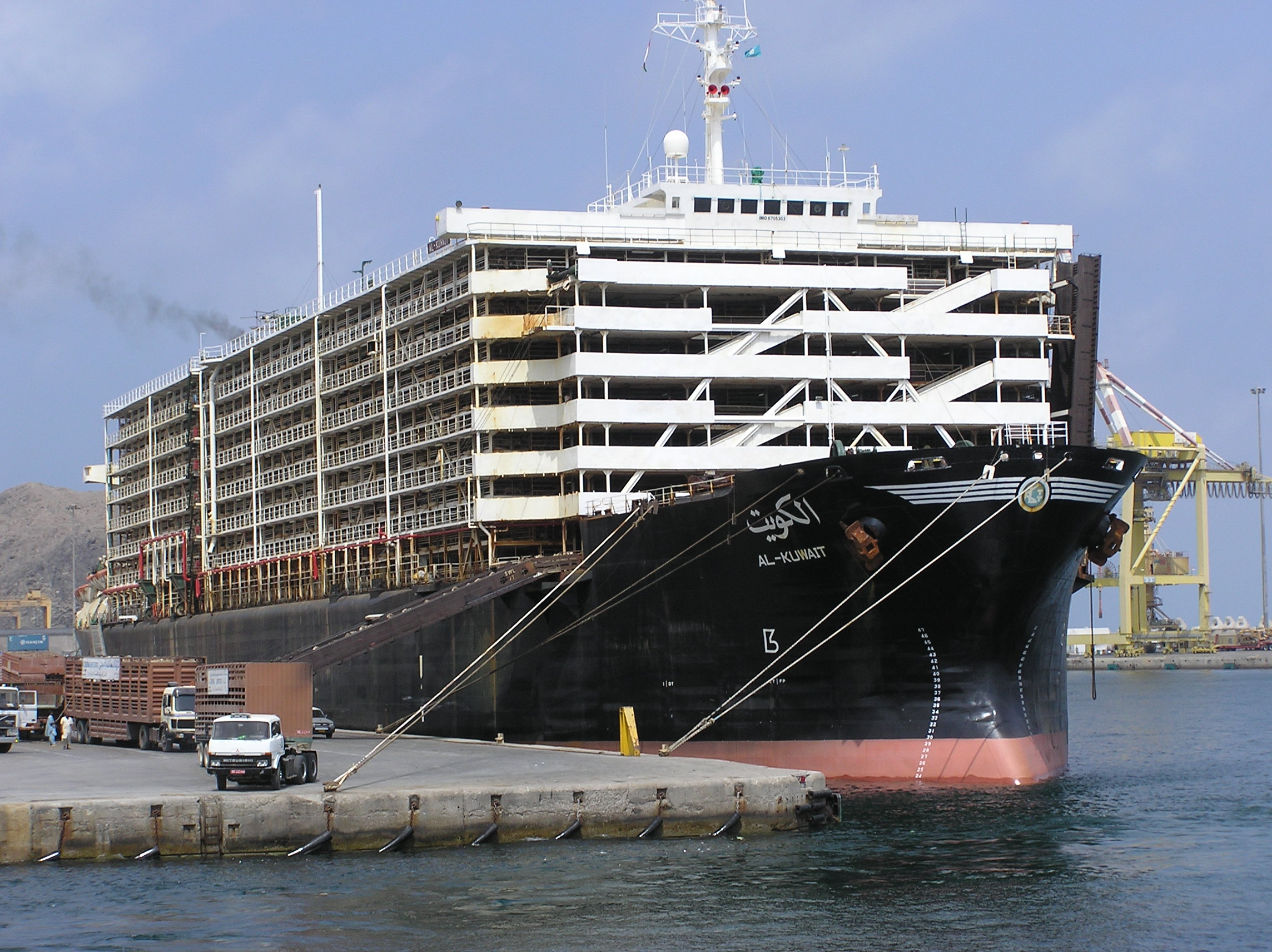
یک کشتی دام‌بر با محموله گوسفند از استرالیا در عمان

کشتی دام‌بر (به انگلیسی: Livestock carrier) یک کشتی بزرگ برای صادرات دامی مانند گوسفند، گاو و بز است. آن‌ها یا به طور خاص جدید ساخته شده و یا از کشتی‌های کانتینری تبدیل شده‌اند.

## حمل دام
کشتی‌های دریایی اصلاح شده و یا ساخته شده برای حمل حیوانات زنده است.

با توجه به مقررات مناسب حیوانات زنده ممکن است به عنوان بخشی از محموله در کلاس‌های مختلف کشتی حمل و نقل شوند. این روش ترابری در گذرگاه‌های کوتاه دریایی شایع است و معمولاً تعداد کمی از حیوانات را شامل می‌شود. کشتی‌های دام‌بر کشتی‌هایی هستند که به طور انحصاری در حمل و نقل تعداد زیادی از حیوانات زنده همراه با الزامات مورد نیاز برای مسافرت هستند. (غذا، آب، بستر خاکی، دارو، و غیره). سفرهای کشتی‌های دام‌بر از سه روز تا سه تا چهار هفته ادامه دارد.

### زیر گونه‌های اصلی دام‌بر

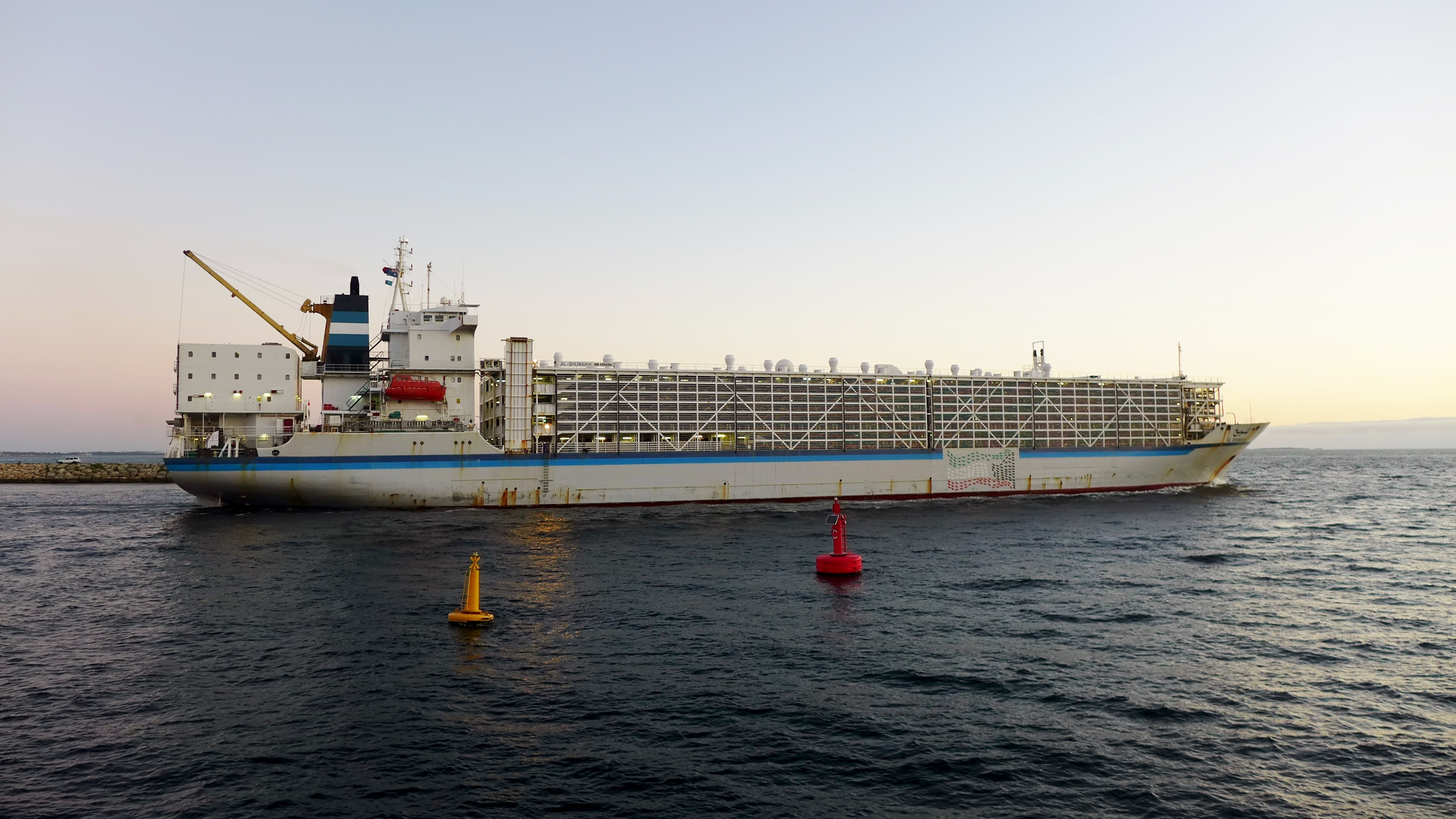
دام‌بر سرباز الشویخ (۲۵٬۰۸۸ تناژ وزن مرده) در سپتامبر ۲۰۱۴

- دام‌بر سرباز که در آن همه یا بیشتر حیوانات بر روی عرشه باز قرار می‌گیرند. در این شیوه تهویه پایدار طبیعی و جلوگیری از وابستگی به سیستم‌های تهویه مکانیکی را فراهم می کند. تهویه یک عامل کلیدی در حمل حیوانات زنده است. هنگامی که سلول‌های حیوانی بد تهویه می‌شوند تخریب اکسیژن و ایجاد گازهای سمی بسیار سریع می‌شود. شرایط متفاوت با توجه به شرایط محیطی است اما عدم موفقیت سیستم‌های تهویه در برخی از شرایط گرمسیری می‌تواند به عنوان یک حادثه در حیوانات به اندازه دو یا سه ساعت منجر شود.

در عمل تهویه طبیعی تنها برای تمام شرایط مناسب نیست. یک عامل محدودکننده آشکار در شرایط باد در دریا خواهد بود زمانی که هوا با سرعت مشابه کشتی حرکت می‌کند. در این شرایط جریان طبیعی هوا برای تهویه حیوانات می‌تواند ناکافی باشد. در بیشتر دام‌برها نوعی مکمل تهویه مکانیکی برای شرایط بحرانی و همچنین تجهیزات پشتیبان مناسب برای موارد اضطراری وجود دارد.

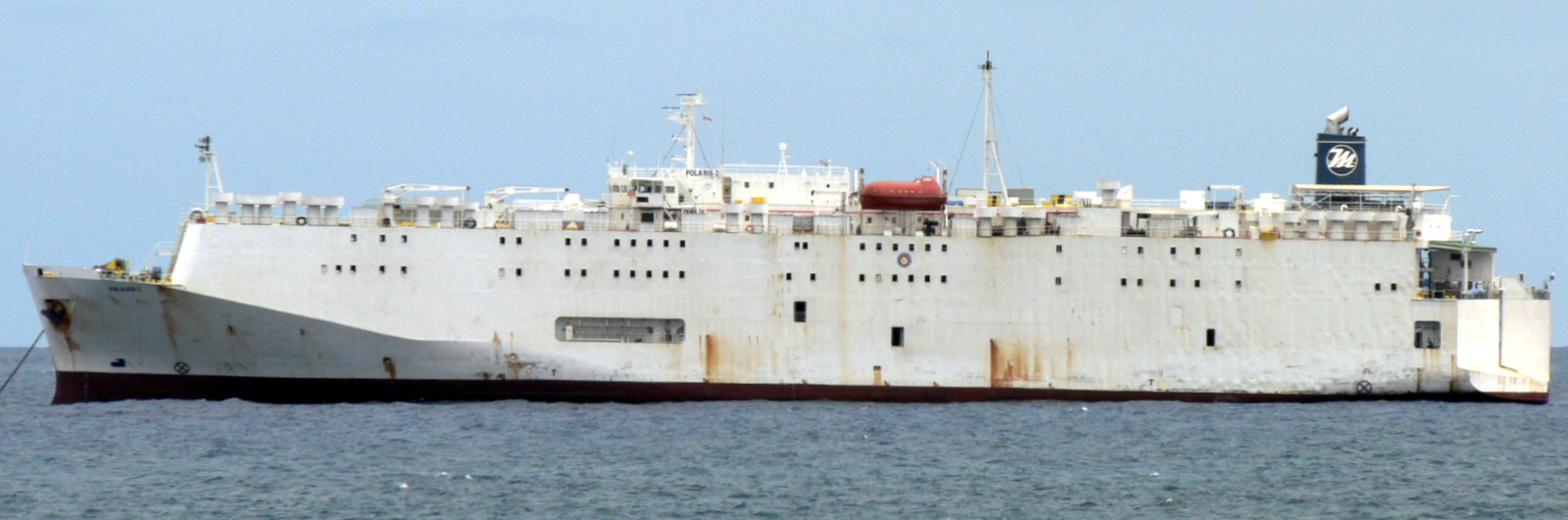
دام‌بر سرپوشیده پولاریس ۲ (۸٬۴۴۳ تناژ وزن مرده) در ژوئن ۲۰۱۳

- دام‌بر سرپوشیده که در آن تمام یا بیشتر حیوانات در داخل محفظه‌ها و عرشه‌های داخلی کشتی قرار می‌گیرند. این مزیت موجب ارائه یک محیط کنترل بیشتر است که حیوانات و ترتیبات تغذیه و آبیاری آن‌ها از آب و هوای نامطبوع محافظت می‌شود. با این حال تهویه به طور کامل به سیستم‌های مکانیکی وابسته است و قوانین ساخت و ساز مستلزم استانداردهای تهویه مناسب برای فضاهای داخلی است. این‌ها کمترین تعداد تغییرات هوا در ساعت را تعیین می‌کنند. مقررات همچنین نیاز به سیستم پشتیبان گیری و ترتیبات جداسازی از اتاق اصلی موتور را در نظر گرفته است. این مقررات به منظور اطمینان از اینکه در مواقع آتش سوزی یا شکست ماشین آلات در فضاهای اصلی موتورخانه، تهویه، روشنایی، آبیاری و تغذیه مناسب می‌تواند برای حیوانات حفظ شود.

## گونه‌های حیوانات قابل حمل
گونه‌های مختلفی به این ترتیب حمل شده‌اند اما تا حد زیادی بیشتر نژادهای گوسفند و گاو هستند. در نیمه دوم قرن بیستم میلیون‌ها گوسفند و هزاران گاو به کمک دام‌بر منتقل شدند. دیگر گونه‌های اهلی شده که حمل می‌شوند هرچند در تعداد کمتر شامل اسب‌ها، شترها، گوزن‌ها، بزها و حداقل یک بار شترمرغ‌ها هستند. ترابری ماهی‌های زنده در کشتی‌های تخصصی یک تجارت مشابه است که در ارتباط با ماهی‌های کشاورزی ایجاد شده است.

## اندازه و ظرفیت
اندازه این نوع کشتی‌ها با توجه به تقاضای بازار در نقاط مختلف جهان در زمان‌های مختلف متفاوت است. در نیمه دوم قرن بیستم کشورهای صادرکننده اصلی دام استرالیا و نیوزیلند بودند و واردکنندگان اصلی کشورهای خاورمیانه بودند. کشتی‌هایی که در این تجارت مشغول به کار هستند از ۲٬۰۰۰ تناژ وزن مرده تا ۲۵٬۰۰۰ تناژ وزن مرده وزن دارند. عوامل محدودکننده در اندازه کشتی پیچیده است. کشتی‌های بزرگتر می‌توانند در عملیات خود به مقیاس‌های اقتصادی مناسبی دست یابند اما همچنین به امکانات وسیعی از بندرگاه برای رسیدگی به تعداد بیشتری از دام‌ها که احتمال دارد بارگیری یا تخلیه شوند نیاز دارند.

تعداد کل دامداران مورد نیاز با توجه به تعداد حیوانات متفاوت است و همچنین بستگی به عوامل نظیر ترتیب قلم‌های حیوانی و میزان سیستم‌های خودکار برای تغذیه و آبیاری دارد.